# Christophe Dupouey
Christophe Dupouey (8 de agosto de 1968 — 4 de fevereiro de 2009) foi um ciclista de montanha francês. Em 1996, conquistou a medalha de ouro na corrida de cross-country masculino da Copa do Mundo UCI de MTB. Dupouey disputou os Jogos Olímpicos de Atlanta 1996 e Sydney 2000, terminando na quarta posição em Atlanta.
Dupouey cometeu suicídio no dia 4 de fevereiro de 2009, aos 40 anos de idade.